# Río Siquirres
El río Siquirres nace en Barrio Moravia, muy cerca de la Ruta Nacional 10, en la Provincia de Limón, Costa Rica. Este río tiene una planta de agua a la altura de Barrio Moravia que es la fuente principal de agua en el Cantón de Siquirres.

## Temperatura del agua
El agua de este río es muy fría y oscila entre los 19° y los 25°.
Este río es muy frío debido a que nace en un lugar muy templado como lo es barrio Moravia.
Este río se encuentra en condiciones aptas para bañarse y nadar , sólo en el sector de Moravia, en la parte sur entre lo que comprende Barrio Miraflores y Cultivez está contaminado.

## Contaminación

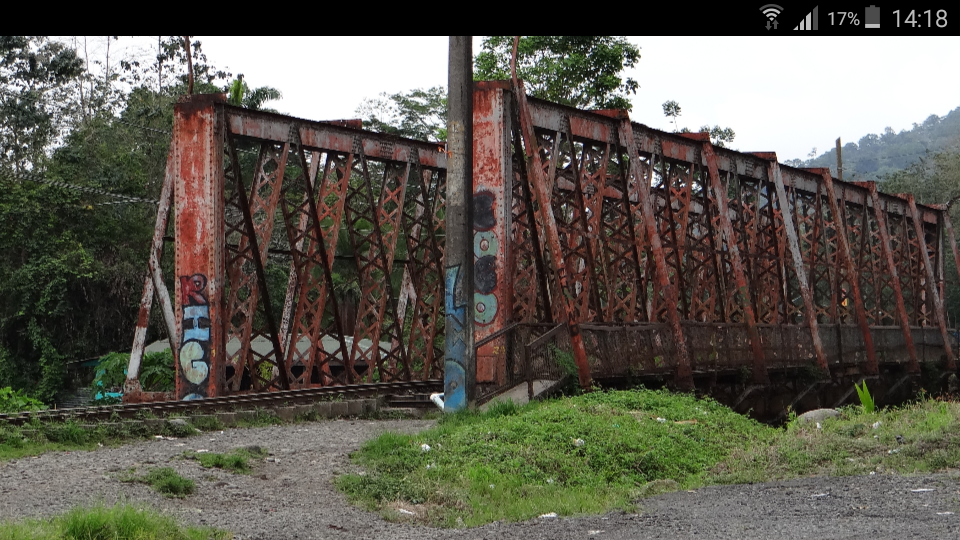
Puente del tren sobre el río Siquirres

La Municipalidad del Cantón de Siquirres tiene en cuenta la contaminación que sufre dicho río debido a que pasa por la 
Ruta 32 y los transeúntes tienen la costumbre de botar la basura a este río.

### Quebrada La Petrolera
Es una pequeña quebrada que nace de la confluencia de todos los caños y alcantarillas del Sur de Siquirres, esta quebrada recoge los residuos de una clínica, Un aserradero y los antiguos patios del ferrocarril.
Cuando llueve muy fuerte esta quebrada se sobresale de su caudal y varias veces a inundado el Barrio San Martín.
En esta quebrada se vierten varias cloacas y varias personas tiran la basura a dicha quebrada, que cuando hay este tipo de cabezas de agua en sus piedras se pueden apreciar restos de basura y hasta heces humanas.
Su Caudal medio casi siempre está seco, en época lluviosa sobresale su cauce y ha llegado a inundar las casas alrededor.

## Pozas

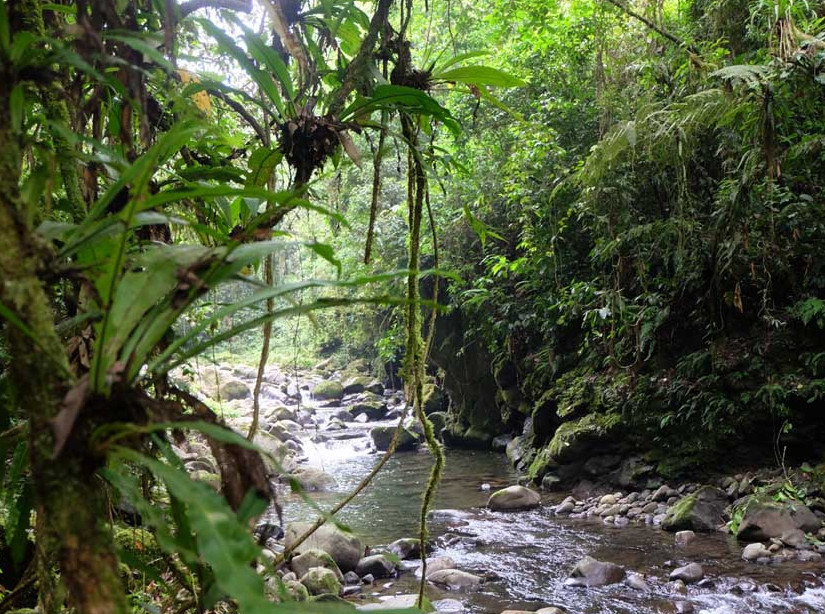
Cerca de su oasis en Moravia

El río Siquirres tiene varias pozas en el sector moraviano que son aptas para la natación.
Antiguamente existían pozas llamadas la Mil Colores, La Oculta y la Pascinni famosa poza del río Siquirres.

### La Mil Colores
Esta se ubicaba a pocos metros de llegar a Acueductos y Alcantarillados, en carretera a Turrialba, bajando una fuerte pendiente se llegaba a la Mil Colores.
Al igual que todas las del Siquirres con un verde jade inigualable, fresca, abundante y con muchas truchas.
La Municipalidad puso un trampolín en algunas de estas.
Era de respeto pues era muy profunda.

### La Pascinni
Famosa poza del río Siquirres que según cuentan los veteranos debe su nombre a un caballero extranjero (al parecer italiano) que lamentablemente falleció ahogado en este lugar.
Era destino obligatorio de Semana Santa, verde jade precioso de sus frescas aguas, el paredón, los bejucos.

## Inundaciones

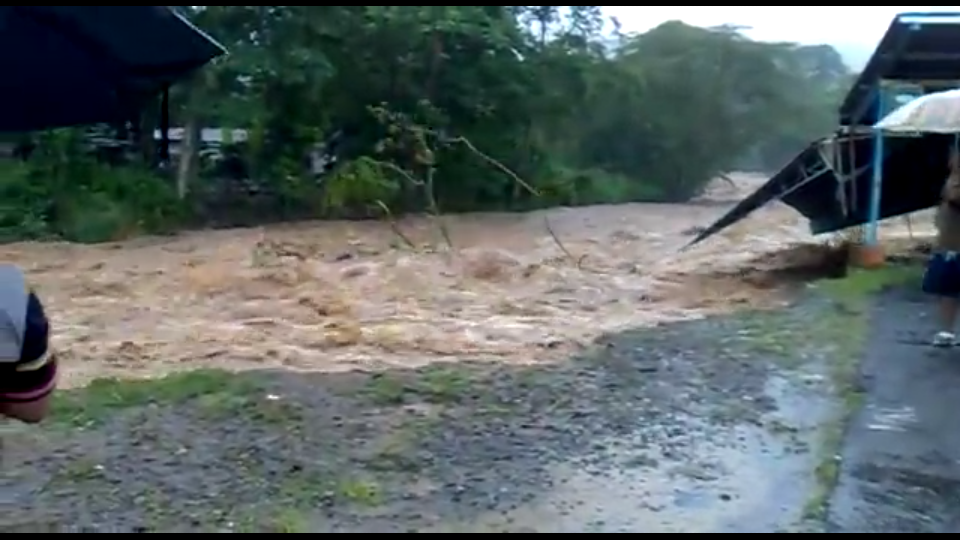
El río Siquirres en su máximo caudal

Este río no acostumbra a inundar el centro Siquirreño. En cambio, se han reportado que en las fincas al Norte del Cantón si llega a inundar las fincas bananeras, causando muchos daños a su paso.

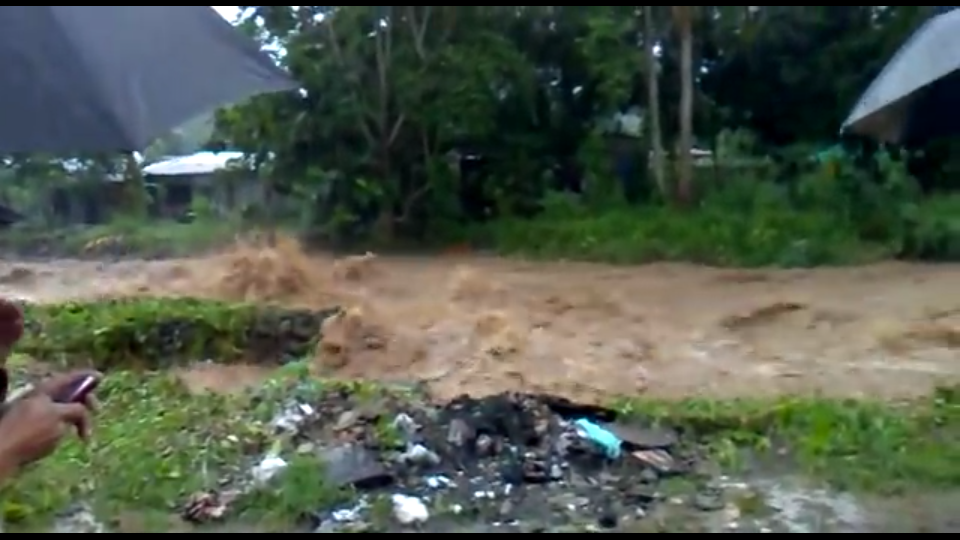
Río Siquirres desbordado